# Данам (Квебек)
Данам (фр. Dunham) је град у Канади у покрајини Квебек. Према резултатима пописа 2011. у граду је живело 3.471 становника.

## Становништво
Према резултатима пописа становништва из 2011. у граду је живело 3.471 становника, што је за 2,2% више у односу на попис из 2006. када је регистровано 3.396 житеља.
| 2006. | 2011. |
| ----- | ----- |
| 3.396 | 3.471 |